# Mira Awad
Mira Awad (Rameh, 11 de junho de 1975) é uma atriz, cantora e compositora árabe-israelita. Viveu em Tel Aviv, Israel, antes de se mudar para Londres em 2022. Em sua carreira musical ela gravou as músicas-tema dos filmes Forgiveness, do diretor Udi Alone, e do filme Etz Limon, do diretor Eran Riklis.

## Festival Eurovisão da Canção
Mira Awad foi escolhida para, juntamente com Noa, representar Israel no Festival Eurovisão da Canção 2009.